# Singes de la sagesse
 (septembre 2022).
Si vous disposez d'ouvrages ou d'articles de référence ou si vous connaissez des sites web de qualité traitant du thème abordé ici, merci de compléter l'article en donnant les références utiles à sa vérifiabilité et en les liant à la section « Notes et références ».

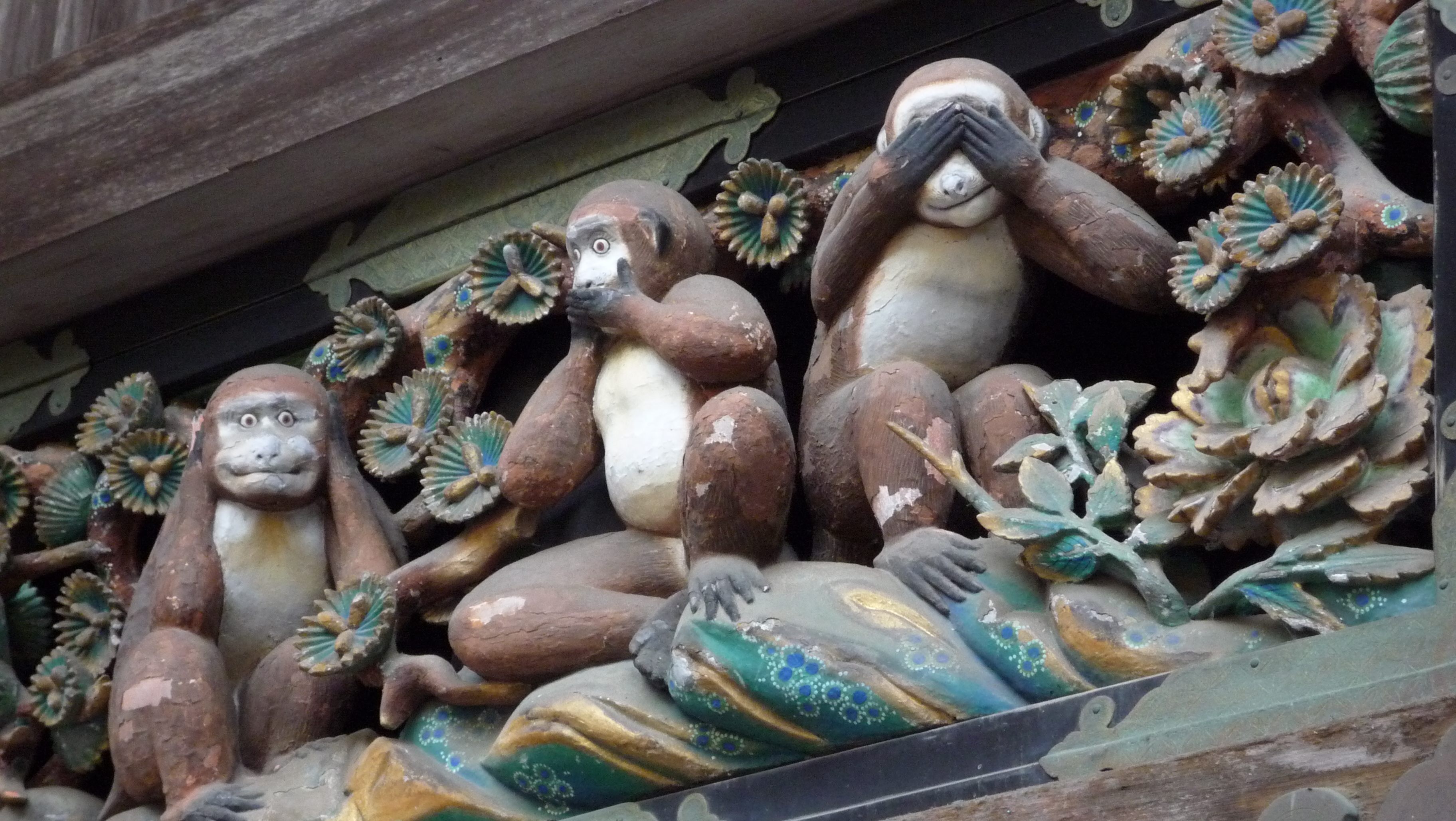
Sculpture de Hidari Jingoro au sanctuaire Tōshōgū à Nikkō (Japon).

Les singes de la sagesse (aussi appelés « les trois petits singes ») sont un symbole d'origine est-asiatique constitué de trois singes dont chacun se couvre un orifice différent de la face avec les mains : le premier les yeux, le deuxième les oreilles et le troisième la bouche. Ils forment une sorte de maxime picturale : « Ne pas voir le Mal, ne pas entendre le Mal, ne pas dire le Mal ». À celui qui suit cette maxime, il n'arriverait que du bien.

## Origine

### Chine
Ce thème est originaire de Chine. La plus ancienne trace connue est dans les Entretiens de Confucius, écrits entre 479 av. J.-C. et 221. Il y est écrit en chinois simplifié : 非礼勿视、非礼勿听、非礼勿言、非礼勿动 ; chinois traditionnel : 非禮勿視，非禮勿聽，非禮勿言，非禮勿動, qui pourrait être traduit par : « De ce qui est contraire (非) à la bienséance (禮), ne pas regarder (視), ne pas écouter (聽), ne pas le dire (言), ne pas le faire (動) »[réf. non conforme].
On retrouve cette phrase à l'identique en 1658 dans le rouleau 80 de la description complète des chroniques de l'histoire des Song « 宋史紀事本末 »[réf. non conforme] retraçant l'histoire de la dynastie Song (960 – 1279).
Le texte accompagnant les trois singes a été introduit par un moine bouddhiste de l‘école Tiāntái zōng (天台宗) avec le conte Ne pas voir, ne pas entendre, ne pas parler (chinois : “不见、不闻、不言”, pinyin : bù jiàn，bù wén，bù yán)  vers le VIIIe siècle, ce qui se traduit en japonais par « 見ざる、聞かざる、言わざる ».

### Japon
Mais l'ajout des noms des singes semble typiquement japonais. En japonais, les trois singes sont appelés Mizaru (見猿) pour l'aveugle, Kikazaru (聞か猿) pour le sourd, et Iwazaru (言わ猿) pour le muet. Ces trois noms signifient littéralement : « Ne vois pas », « N'entends pas », « Ne parle pas ». Ils constituent aussi un jeu de mots sur la forme verbale négative archaïque en -zu et saru (singe) qui devient zaru quand il est préfixé. Une des plus anciennes représentations connues de ces trois singes se trouve au Nikkō Tōshō-gū, l'un des Sanctuaires de Nikkō au Japon. Elle est attribuée au sculpteur Hidari Jingoro (1594-1634).

## Signification, interprétation

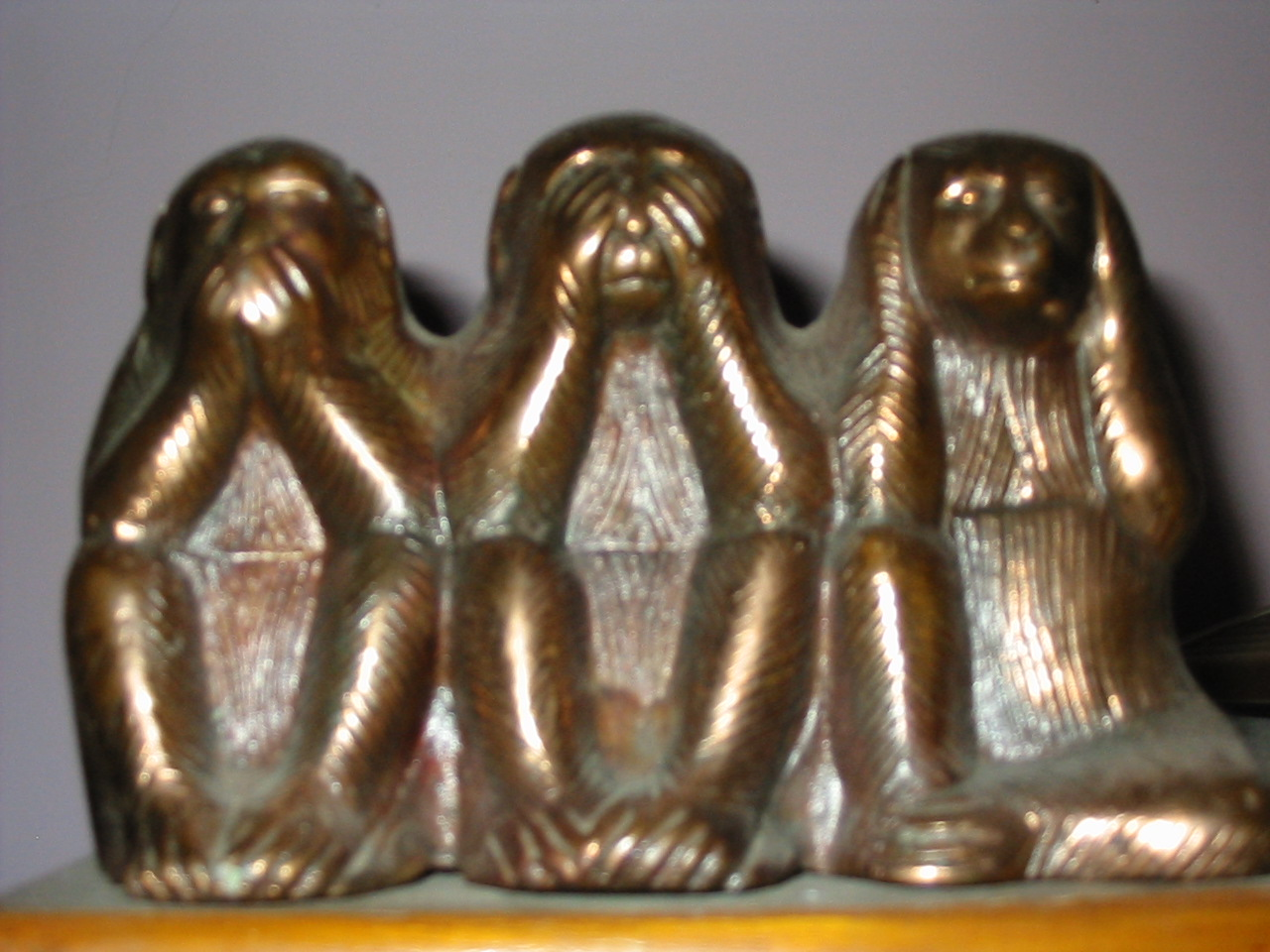
Les trois singes en figurines de bronze.

Cette maxime fut notamment prise pour devise par Gandhi, qui gardait toujours avec lui une petite sculpture de ces trois singes.
D'autres interprétations sont également connues ou possibles :
- Il y a ceux qui voient des choses et en parlent, mais n'écoutent pas ce que l'on leur dit…
- Il y a ceux qui ne voient rien, écoutent les autres et en parlent…
- Il y a ceux qui entendent et voient des choses, mais n'en parlent pas…

Dans la philosophie orientale, la figure du yin/yang invite à trouver une chose et son contraire dans un même cadre.
Il existe une autre signification, mais celle-ci résulte d'un amalgame entre le culte Kōshin et d'autres préceptes :
« ne pas vouloir voir ce qui pourrait poser problème, ne rien vouloir dire de ce qu’on sait pour ne pas prendre de risque et ne pas vouloir entendre pour pouvoir faire « comme si on ne savait pas. » »

## Dans les arts et la culture

### Filmographie

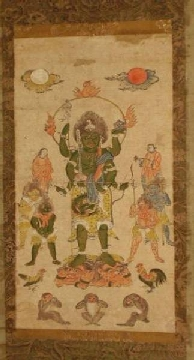
Parchemin Kōshin.

#### Cinéma
- 1936 : The Novelty Shop d'Arthur Davis, le trio apparait à la fin en donnant un coup de pied à Laurel
- 1937 Ignace, Ignace parodie à plusieurs reprises la devise des singes de la sagesse en disant Tout voir, tout entendre et ne rien dire
- 1961 : Dans Babes in Toyland de Toby Bluth, Charles Grosvenor et Paul Sabella, sorti en 1997. 3 singes emballent un ballon de football lors de la chanson de la fabrique de jouets.
- 1967 : 
  - Casino Royale.
  - Œdipe Roi de Pasolini, Œdipe dit en réponse à l'énigme du sphinx : « je ne veux pas savoir, je ne veux pas le voir, je ne veux pas l'entendre ».
- 1968 : Dans La Planète des singes, un film américain réalisé par Franklin J. Schaffner en 1968, durant le procès de Taylor, les trois membres du jury (orangs-outans) prennent cette position.
- 1990 : Coups pour coups, un prisonnier mentionne les singes de la sagesse.
- 1999 : Dans Le Château des singes, lorsque le singe héros piétine involontairement les haies composant un labyrinthe, trois singes jardiniers témoins de la scène prennent cette position et disent, l'un après l'autre : « Mieux vaut ne rien voir… », « …ne rien entendre… », « …ne rien dire. ». Leurs positions respectives sont cependant en décalage avec ce qu'ils disent.
- 2002 : Sky Lovers (en) (天上的恋人), un film chinois narrant l'histoire d'un aveugle, d'une sourde-muette et d'un illettré.
- 2004 : Dans Shrek 2, lorsque les 3 petits cochons assistent à l'arrestation de Shrek à la télévision, ils prennent la posture des 3 singes.
- 2010 : Dans Saw 3D : Chapitre final, le test de Bobby Dagen est basé sur les règles des trois singes : Nina est victime d'un piège qui va la tuer en la rendant muette, Susan est victime d'un piège qui va la tuer en l'aveuglant et Gale est victime d'un piège où il va devoir utiliser son ouïe pour survivre.
- 2011 : 
  - Puppe, Icke und der Dicke par Felix Stienz, où les personnages principaux sont une aveugle, un muet et un nain. Ce dernier compare leur trio aux trois singes.
  - Dans Rio, trois ouistitis sont pétrifiés devant le terrifiant Hector. Ils prennent, alors, la fameuse pose.
  - Dans The Artist, durant la scène où Georges Valentin découvre que Peppy Miller a racheté tous ses biens vendus aux enchères, on a la présence de plans insistants sur des statuettes représentant les trois singes.
- 2012 : Dans La Dame en noir, certains plans insistent sur une statuette des trois singes, et l'expression de visage de ces derniers.
- 2014 : Dans Dracula Untold, les trois singes font une courte apparition dans la chapelle du château de Dracula.
- 2020 : Sacrées Sorcières de Robert Zemeckis ; lors de la scène du restaurant lorsqu'un serveur se fait mordre les parties intimes, les trois souris imitent les singes.

#### Télévision
- Dans Friends, dans la saison 1, épisode 21, Ross, Chandler et Joey sont tous les trois sur le divan du Central Perk dans cette position.
- Dans Les Nouvelles Aventures de Lucky Luke, Lucky Luke se rend dans une base secrète, dont le drapeau représente les 3 singes.
- Dans Charmed, un épisode est basé sur les singes de la sagesse. Les trois sœurs Halliwell, Phoebe, Paige et Piper, sont privées de l'ouïe, de la voix et de la vision.
- Dans l'épisode 36 de la saison 2 de Jackie Chan, une montagne à l'effigie des trois singes est au centre de l'intrigue, renommée alors « Mont Singe-more » par Jade. Alors que Tohru, Jackie et Jade sont chacun affectés par un des trois handicaps, l'Oncle leur apprend à compenser ce manque par les sens qui leur restent.
- Dans la série Mafiosa, lors de la saison 5, Sandra Paoli propose à Daniel Colombani de devenir son avocat et elle lui montre une statuette des trois singes de la sagesse pour lui signifier le comportement à adopter.
- Dans la série animé Disney's tous en boîte, une version animée des singes est visible.
- Dans Ma famille d'abord, dans la saison 5 épisode 5, Franklin énumère les noms japonais des 3 singes.
- Dans Casper le gentil fantôme, les trois singes de la sagesse apparaissent après la fuite du gorille.
- Dans Nicky Larson, trois hommes de la mafia font le signe des trois singes de la sagesse après une réflexion.
- Dans la série Criminal Minds: Suspect Behavior, le chef d'unité y fait référence lors d'une arrestation dans l'épisode 3 de la saison 1.
- Dans l'épisode 15 de la saison 23 de Pokémon, la série.
- Dans l’épisode 8 de la saison 3 de la série Code 37.
- Dans la série The White Lotus.

### Littérature

#### Bande dessinée
- Dans la bande dessinée Spirou et Fantasio, dans l'épisode intitulé Bravo les Brothers, les trois singes offerts par Gaston Lagaffe à Fantasio prennent les positions des trois singes de sagesse quand Spirou les réprimande.
- Dans la bande dessinée Corto Maltese en Sibérie, Corto Maltese — à la merci d'un général chinois corrompu qui l'interroge — dit être comme les trois petits singes et échappe à la mort par cette réponse.
- La couverture du magazine satirique Mad de décembre 1957 prend le contre-pied avec sa mascotte Alfred E. Neuman multipliée en trois exemplaires faisant le contraire des trois singes[3].

#### Mangas
- Dans Buster Keel, le personnage principal possède trois frères qui sont des singes humanoïdes nommés Mizaru, Kikazaru et Iwazaru et qui sont respectivement aveugle, sourd et muet.
- Dans Détective Conan[4], une des enquêtes est dirigée et élucidée par la signification de ces trois singes.
- Dans Hunter x Hunter, Saiyuu, l'un des Zodiaques, a un pouvoir invoquant ces trois singes. S'ils touchent leur cible ils peuvent ôter la vue, l'ouïe et la parole selon la capacité de chacun[5][réf. non conforme].
- Dans Saint Seiya, dans le chapitre Hades, les chevaliers d'Or Saga des Gémeaux, Shura du Capricorne et Camus du Verseau se voient retirés par Shaka quatre de leurs sens. À Saga reste la vue, à Camus l'ouïe et à Shura le goût, et donc la parole, symbolisant la faute des 3 chevaliers.
- Dans Blue Exorcist, les trois singes apparaissent dans un spa et rendent fous les héros.
- Dans Dragon Ball Super, trois méchantes portent ce nom durant l'arc Moro.
- Dans "Ki et Hi", le manga écrit par Kevin Tran, les trois singes apparaissent dans le tome 2: "Une famille de fous" [6] et aussi dans tome 3: "Les Jeux Olympiques".

### Jeux vidéo
- Dans Ōkami, les trois divinités de la floraison, les Hanagami, sont symbolisées par des singes que l'on peut rapprocher des singes de la sagesse (entre parenthèses) : Sakigami, dieu de la floraison, abrite ses yeux derrière un shō (Mizaru) ; Hasugami, dieu du lotus, dissimule sa bouche par un shakuhachi (Iwazaru) ; Tsutagami, dieu des lianes, se cache les oreilles avec des cymbales (Kikazaru).
- Dans Resident Evil Rebirth, il faut récupérer trois masques qui ont chacun une référence directe aux trois singes.
- Dans Killer 7, trois personnages répondant aux noms d'Iwazaru, Mizaru et Kikazaru aident les héros.
- Dans Tomb raider la révélation finale, une énigme est construite autour de ce symbole.
- Dans Grand Theft Auto V , les trois protagonistes du jeu effectuent en même temps la pose des singes quand ils apprennent des secrets du gouvernement américain.
- Dans Pokémon, les trois Pokémon de la cinquième génération : Flamajou, Flotajou, et Feuillajou représentent respectivement les singes sourd, aveugle et muet.
- Dans Telltale Batman The Enemy Within, dans la cachette de l'Homme-Mystère les trois singes sont représentés par deux statuettes. L'un aveugle, l'autre sourd et le dernier muet.
- Dans Mario Party 9, le mini-jeu de Diddy Kong sur le plateau de DK montre trois statues des trois singes.
- Dans Sekiro, les trois singes constituent un boss. Il faut chasser chacun des trois singes dans un gigantesque temple :  l'un des singes possède une ouïe remarquable, l'autre une vue perçante et le dernier crie quand on l'approche, faisant fuir les autres singes
- Dans Tormented Souls (en), une énigme consiste à trouver la particularité de chaque singe de la sagesse via des indices disséminés dans un parchemin.
- Dans Ghost of Tsushima, il est possible de débloquer une récompense en s'inclinant devant chacune des statues des singes sur l'Île aux singes.

### Autres
- Pendant la Seconde Guerre mondiale, le site militaire de Los Alamos arborait un grand panneau reprenant les trois singes de la sagesses à propos de l'espionnage[7].
- Dans Ignorance = Fear, Keith Haring fait référence à ce proverbe dans son tableau pour dénoncer l'ignorance et le silence autour de la maladie du SIDA dans les années 1980.
- En 1999, Eddy Mitchell, dans son album Les Nouvelles Aventures d'Eddy Mitchell, évoque cette maxime dans la chanson Les 3 singes (« … Et ça me fait penser aux trois singes / Qui refusent de parler, qui s'taisent comme des images / Et s'comportent comme des humains / Et ça me fait penser aux trois singes / Qui se ferment les yeux, se cachent le visage / Et s'comportent comme des humains… » (auteur : Claude Moine).
- Dans la pièce de théâtre Les Bonobos de Laurent Baffie, les trois personnages principaux sont sourd, aveugle et muet et sont même comparés aux trois singes alors qu'ils prennent la pose.
- Dans le livre Phænomen d'Erik L'Homme (sorti en 2006), le jeune garçon Arthur souffrant d'un dérivé d'hypermnésie dessine frénétiquement des figures des trois singes pour obtenir le calme dans son esprit. Il les nomme alors Achille (le sourd), Alfred (l'aveugle) et Anatole (le muet).
- Le média Le 4ème Singe a choisi l'image des trois singes comme logo, y ajoutant un 4e avec une attitude toute différente et justifiant le nom du média.
- En 2014, les singes de la sagesse sont utilisés par le groupe d'électro rock Shaka Ponk, redessinés sous la forme de poupées vaudou dans l'album The Black Pixel Ape.
- Vic Rattlehead est la mascotte du groupe de thrash metal Megadeth. Vic est une figure squelettique qui incarne l'expression, « ne voit aucun mal, n'entend aucun mal, ne dit aucun mal. » Ses yeux sont couverts par des caches métalliques, sa bouche est maintenue fermée, et ses oreilles sont fermées avec des capuchons en métal. Son image apparaît sur plusieurs couvertures d'album de Megadeth, notamment Killing Is My Business… and Business Is Good!, Peace Sells… but Who's Buying?, So Far, So Good… So What!, Rust in Peace, The World Needs a Hero, The System Has Failed et TH1RT3EN. Vic Rattlehead apparait avec un physique réaliste sur la couverture de United Abominations, et dans le livret intérieur des albums Youthanasia et Countdown to Extinction.
- Sur l'application Facebook Messenger, les singes de la sagesse sont présents en tant qu’émoticônes utilisables dans le chat.
- Le clip d'OrelSan pour son single Tout va bien (2017), tiré de son album La fête est finie, fait référence aux singes de la sagesse. On y voit un jeune enfant dans plusieurs scènes, se couvrir successivement les yeux, la bouche puis les oreilles — on aperçoit également des statuettes représentant les singes. La référence y est totalement appropriée étant donné les paroles niant le mal et qui donne une image plus belle de la réalité pour un enfant[8].
- La choregraphie de BTS Fake love[9].
- Rammstein, dans la chanson Radio, issue de l'album Rammstein, sorti en 2019, fait directement référence aux trois singes de la sagesse (nicht sehen, reden oder hören, ce qui peut littéralement se traduire par « ne rien voir, dire ou entendre »).
- Titre du 6e épisode de la série « 22 millions » traitant de l'affaire des comptes de campagne de Nicolas Sarkozy en 2012, sur France Inter, diffusé le 5 mai 2022[10]. Les singes sont utilisés par la narratrice en référence aux protagonistes de l'affaire qui ne disent rien, n'ayant rien vu et rien entendu.
- Le nom ainsi que la cover de l'album mythique du groupe de hardcore punk britannique Discharge, intitulé Hear Nothing, See Nothing, Say Nothing et sorti en 1982, évoquent les trois singes sans vraiment les citer en tant que tels. Il s'agit en fait du titre et des paroles, scandées de façon répétée et sur un ton de critique sociale, du titre d'ouverture de cet opus reconnu comme une influence majeure pour tout un pan de la scène hardcore. Il est d'ailleurs à l'origine de ce qui deviendra un style à part entière: le D-beat.

## Caractères Unicode
La table Unicode fournit une représentation d'émoticônes des singes :
- Mizaru: U+1F648 🙈 see-no-evil monkey
- Kikazaru: U+1F649 🙉 hear-no-evil monkey
- Iwazaru: U+1F64A 🙊 speak-no-evil monkey